# Chinese Super League (2016)
Rozgrywki 2016 były 13. sezonem w historii profesjonalnej Super League. Tytułu mistrzowskiego broniło Guangzhou Evergrande. Sezon toczył się systemem kołowym. Udział w nim wzięło czternaście zespołów z poprzednich rozgrywek i dwie drużyny, które awansowały z China League One. Po sezonie z ligi spadły zespoły Hangzhou Greentown i Shijiazhuang Yongchang. Mistrzostwo po raz szósty z rzędu zdobyła drużyna Guangzhou Evergrande.

## Zespoły
| Uczestnicy poprzedniej edycji                                                                                 | Uczestnicy poprzedniej edycji | Uczestnicy poprzedniej edycji | Uczestnicy poprzedniej edycji |
| --- | ----------------------------- | ----------------------------- | ----------------------------- |
| GUO | Beijing Guo’an                |                               |                               |
| YAT | Changchun Yatai               |                               |                               |
| CHL | Chongqing Lifan               |                               |                               |
| GZE | Guangzhou Evergrande          |                               |                               |
| GRF | Guangzhou R&F                 |                               |                               |
| HGR | Hangzhou Greentown            |                               |                               |
| HEN | Henan Jianye                  |                               |                               |
| JIA | Jiangsu Suning                |                               |                               |
| LWH | Liaoning Whowin               |                               |                               |
| SLT | Shandong Luneng Taishan       |                               |                               |
| SSH | Shanghai Shenhua              |                               |                               |
| SIP | Shanghai SIPG                 |                               |                               |
| SEB | Shijiazhuang Ever Bright      |                               |                               |
| TED | Tianjin Teda                  |                               |                               |
| Awans z China League One 2015                                                                                 |                               |                               |                               |
| YAN | Yanbian Funde                 |                               |                               |
| HCF | Hebei China Fortune           |                               |                               |
| Oznaczenia: - kolumna pierwsza – skróty nazw drużyn, - kolumna trzecia – miejsce zajęte w poprzednim sezonie. |                               |                               |                               |

## Tabela
| Lp. | Drużyna                      | M  | Z  | R  | P  | Bramki | Bramki | Różn. | Pkt | Uwagi                            | Bezpośrednio |
| --- | ---------------------------- | -- | -- | -- | -- | ------ | ------ | ----- | --- | -------------------------------- | ------------ |
| 1   | Guangzhou Evergrande (M)     | 30 | 19 | 7  | 4  | 62     | 19     | +43   | 64  | Liga Mistrzów AFC • Faza grupowa |              |
| 2   | Jiangsu Suning               | 30 | 17 | 6  | 7  | 53     | 33     | +20   | 57  | Liga Mistrzów AFC • Faza grupowa |              |
| 3   | Shanghai SIPG                | 30 | 14 | 10 | 6  | 56     | 32     | +24   | 52  | Liga Mistrzów AFC • 3QR          |              |
| 4   | Shanghai Shenhua             | 30 | 12 | 12 | 6  | 46     | 31     | +15   | 48  | Liga Mistrzów AFC • 3QR          |              |
| 5   | Beijing Guo’an               | 30 | 11 | 10 | 9  | 34     | 26     | +8    | 43  |                                  |              |
| 6   | Guangzhou R&F                | 30 | 11 | 7  | 12 | 47     | 50     | −3    | 40  | GRF 1-2 HCF HCF 0-2 GRF          |              |
| 7   | Hebei China Fortune          | 30 | 11 | 7  | 12 | 34     | 38     | −4    | 40  | GRF 1-2 HCF HCF 0-2 GRF          |              |
| 8   | Chongqing Lifan              | 30 | 9  | 10 | 11 | 43     | 50     | −7    | 37  | YAN 1-1 CHL CHL 2-1 YAN          |              |
| 9   | Yanbian Funde                | 30 | 10 | 7  | 13 | 39     | 41     | −2    | 37  | YAN 1-1 CHL CHL 2-1 YAN          |              |
| 10  | Tianjin Teda1                | 30 | 9  | 9  | 12 | 38     | 50     | −12   | 36  | LWH 2-2 TED TED 2-2 LWH          |              |
| 11  | Liaoning Whowin              | 30 | 9  | 9  | 12 | 38     | 47     | −9    | 36  | LWH 2-2 TED TED 2-2 LWH          |              |
| 12  | Changchun Yatai              | 30 | 10 | 5  | 15 | 30     | 44     | −14   | 35  | YAT 1-0 HEN HEN 1-2 YAT          |              |
| 13  | Henan Jianye                 | 30 | 10 | 5  | 15 | 26     | 44     | −18   | 35  | YAT 1-0 HEN HEN 1-2 YAT          |              |
| 14  | Shandong Luneng Taishan      | 30 | 9  | 7  | 14 | 38     | 45     | −7    | 34  |                                  |              |
| 15  | Hangzhou Greentown (S)       | 30 | 8  | 8  | 14 | 28     | 37     | −9    | 32  | Spadek do China League One       |              |
| 16  | Shijiazhuang Ever Bright (S) | 30 | 7  | 9  | 14 | 28     | 53     | −25   | 30  | Spadek do China League One       |              |

## Najlepsi strzelcy
| Poz. | Zawodnik               | Zespół               | Bramki |
| ---- | ---------------------- | -------------------- | ------ |
| 1    | Ricardo Goulart        | Guangzhou Evergrande | 19     |
| 2    | Wu Lei                 | Shanghai SIPG        | 14     |
| 2    | Alan                   | Guangzhou Evergrande | 14     |
| 2    | James Chamanga         | Liaoning Whowin      | 14     |
| 2    | Demba Ba               | Shanghai Shenhua     | 14     |
| 6    | Marcelo Moreno Martins | Shanghai SIPG        | 13     |
| 7    | Elkeson                | Changchun Yatai      | 11     |
| 7    | Alex Teixeira          | Jiangsu Suning       | 11     |
| 7    | Eran Zahawi            | Guangzhou R&F        | 11     |
| 7    | Burak Yılmaz           | Beijing Guo’an       | 11     |

Źródło: